# Paralaudakia badakhshana
Paralaudakia badakhshana là một loài thằn lằn trong họ Agamidae. Loài này được Anderson & Leviton mô tả khoa học đầu tiên năm 1969.